# Dante's View

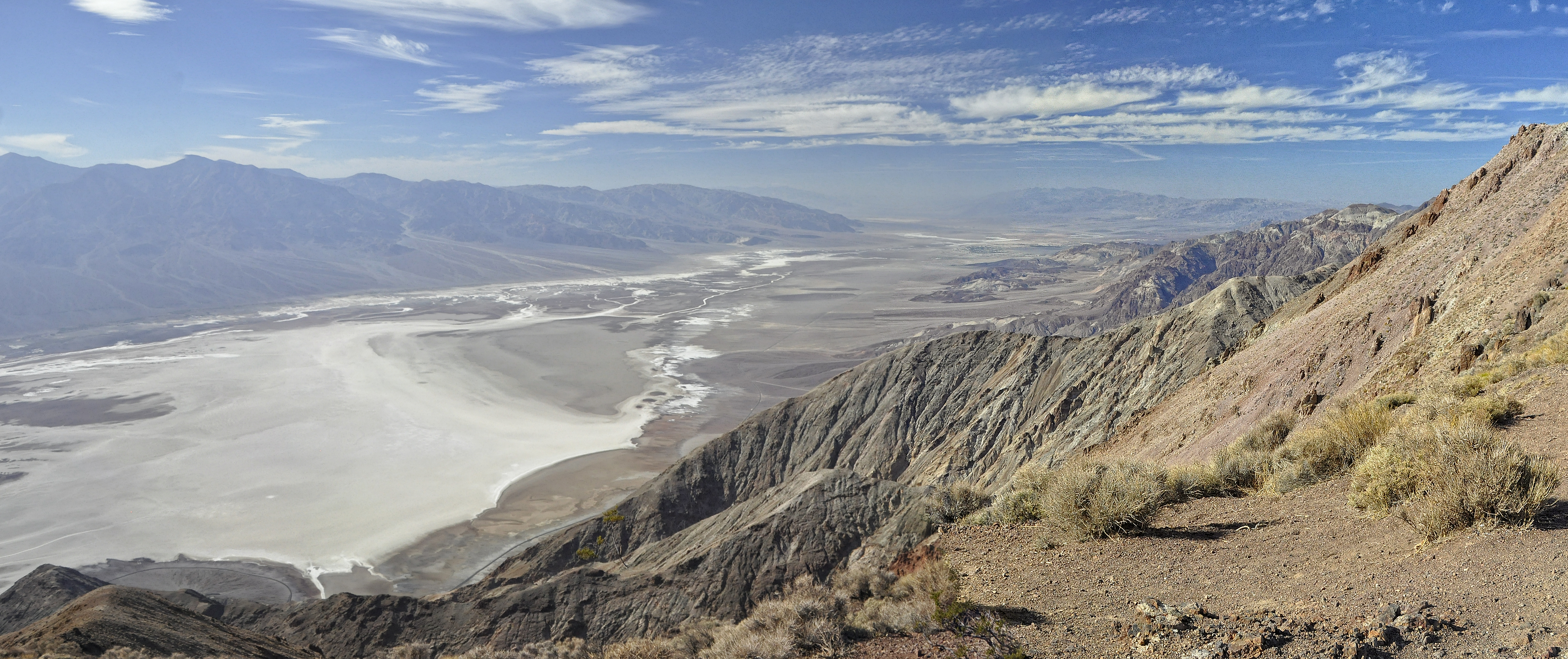
Dante's View

Dante's View (Nederlands: het uitzicht van Dante) is een uitzichtpunt in Death Valley, een dal in de Verenigde Staten. Dante's View ligt 1669 meter boven de zeespiegel terwijl het vlakbijgelegen Badwater 85,5 meter onder de zeespiegel ligt. Vanaf dit hoogst gelegen punt in de omgeving kan men bij goede weersomstandigheden Mount Whitney zien. De naam is een verwijzing naar de Italiaanse schrijver Dante Alighieri en zijn beschrijving van diepte van de hel in De goddelijke komedie.
Furnace Creek, een van de schaarse bewoonde plekken in de vallei, ligt 25 km noordwaarts. De weg naar Dante's View leidt in de laatste kilometers via een aantal haarspeldbochten naar een parkeerplaats. Vanaf daar voert een kort wandelpad naar het uitzichtpunt.
Dante's View maakt deel uit van de Black Mountains in de Amargosa Range, een vulkanisch gebied tijdens het Mesozoïcum.